# Siergiej Gruzinow
Siergiej Siergiejewicz Gruzinow (ros. Серге́й Серге́евич Грузи́нов, ur. 13 lipca 1920, zm. 20 października 1983 w Moskwie) – radziecki dyplomata i działacz partyjny.

## Życiorys
W latach 1956–1957 i 1961-1963 pracował w centralnym aparacie Ministerstwa Spraw Zagranicznych ZSRR, 1957-1961 a w Ambasadzie ZSRR w Cejlonie (obecnie Sri Lanka), 1963-1970 był funkcjonariuszem partyjnym. Od 8 maja 1970 do 10 kwietnia 1975 był ambasadorem nadzwyczajnym i pełnomocnym ZSRR w Algierii, a od 1 stycznia 1977 do 11 sierpnia 1980 w Birmie, 1975-1976 ponownie pracował w centralnym aparacie MSZ ZSRR, 1980-1982 był szefem Zarządu ds. Obsługi Korpusu Dyplomatycznego MSZ ZSRR, 1982 został zwolniony ze służby dyplomatycznej. Pochowany na Cmentarzu Wagańkowskim.